# Route 13 (Manitoba)
La Route 13 (PTH 13) est une route provinciale du Manitoba. Elle relie la route 3 à Carman à la route 1 près d'Oakville. La route parcourt 50,8 km (31,6 mi) dans une zone située entre Portage la Prairie et Winnipeg.

## Description du tracé
La route 13 débute à Carman à une intersection avec la route 3 et la route 245 (Main Street S / 4 Avenue). Elle se dirige vers le nord sous forme de boulevard à quatre voies divisées vers le centre de la ville. Elle traverse la ville avant de devenir une route rurale à deux voies. Elle quitte Carman en se dirigeant vers le nord. La route traverse une zone agricole avant d'atteindre la route 1, où elle prend fin, près d'Oakville. La route se continue comme route 430 vers le nord,.

## Intersections majeures
| Division              | Ville                       | km    | Destinations                                         | Notes                                |
| --------------------- | --------------------------- | ----- | ---------------------------------------------------- | ------------------------------------ |
| No. 3                 | Carman                      | 0,00  | PTH-3 / PR 245 ouest – Morden, Winnipeg, Roseisle    | La PTH-13 sud devient la PTH-3 ouest |
| No. 3                 |                             | 10,30 | PR 305 – Brunkild, Sainte-Agathe                     |                                      |
| No. 9                 | Elm Creek                   | 20,10 | PTH-2 (Red Coat Trail) – Oak Bluff, Souris, Treherne |                                      |
| No. 9                 | Oakville                    | 48,20 | PR 331 ouest – Newton                                | Terminus est de la PR 331            |
| No. 9                 |                             | 50,80 | PTH-1 – Winnipeg, Brandon                            |                                      |
| No. 9                 | PR 430 nord – Saint-Ambrose | 50,80 | La PTH-13 nord devient la PR 430 nord                |                                      |
| - Transition de route |                             |       |                                                      |                                      |